# Great Manchester Run
Le Great Manchester Run est une course à pied de 10 km dans la ville de Manchester, en Royaume-Uni. Il a lieu tous les ans depuis 2003.
Le Great Manchester Run fait partie des IAAF Road Race Label Events, dans la catégorie des « Labels d'or ».
En 2011, la course a réuni près de 38 000 participants. Chez les hommes, l'Éthiopien Haile Gebrselassie s'impose pour la quatrième fois, tandis que chez les femmes, la victoire revient à la Britannique Helen Clitheroe.

## Vainqueurs
| Année | Hommes             | Pays      | Temps       |                  | Femmes      | Pays        | Temps |
| 2003  | Paul Tergat        | Kenya     | 28 min 48 s | Berhane Adere    | Éthiopie    | 31 min 50 s |       |
| 2004  | Craig Mottram      | Australie | 27 min 54 s | Sonia O'Sullivan | Irlande     | 32 min 12 s |       |
| 2005  | Haile Gebrselassie | Éthiopie  | 27 min 25 s | Lornah Kiplagat  | Pays-Bas    | 31 min 28 s |       |
| 2006  | Zersenay Tadese    | Érythrée  | 27 min 36 s | Berhane Adere    | Éthiopie    | 31 min 07 s |       |
| 2007  | Micah Kogo         | Kenya     | 27 min 24 s | Jo Pavey         | Royaume-Uni | 31 min 41 s |       |
| 2008  | Günther Weidlinger | Autriche  | 28 min 10 s | Jo Pavey         | Royaume-Uni | 31 min 58 s |       |
| 2009  | Haile Gebrselassie | Éthiopie  | 27 min 39 s | Vivian Cheruiyot | Kenya       | 32 min 01 s |       |
| 2010  | Haile Gebrselassie | Éthiopie  | 28 min 02 s | Werknesh Kidane  | Éthiopie    | 31 min 19 s |       |
| 2011  | Haile Gebrselassie | Éthiopie  | 28 min 10 s | Helen Clitheroe  | Royaume-Uni | 31 min 45 s |       |
| 2012  | Haile Gebrselassie | Éthiopie  | 27 min 39 s | Linet Masai      | Kenya       | 31 min 35 s |       |
| 2013  | Moses Kipsiro      | Ouganda   | 27 min 52 s | Tirunesh Dibaba  | Éthiopie    | 30 min 49 s |       |
| 2014  | Kenenisa Bekele    | Éthiopie  | 28 min 23 s | Tirunesh Dibaba  | Éthiopie    | 31 min 09 s |       |
| 2015  | Stephen Sambu      | Kenya     | 27 min 30 s | Betsy Saina      | Kenya       | 31 min 49 s |       |
| 2016  | Kenenisa Bekele    | Éthiopie  | 28 min 08 s | Tirunesh Dibaba  | Éthiopie    | 31 min 16 s |       |